# Maya

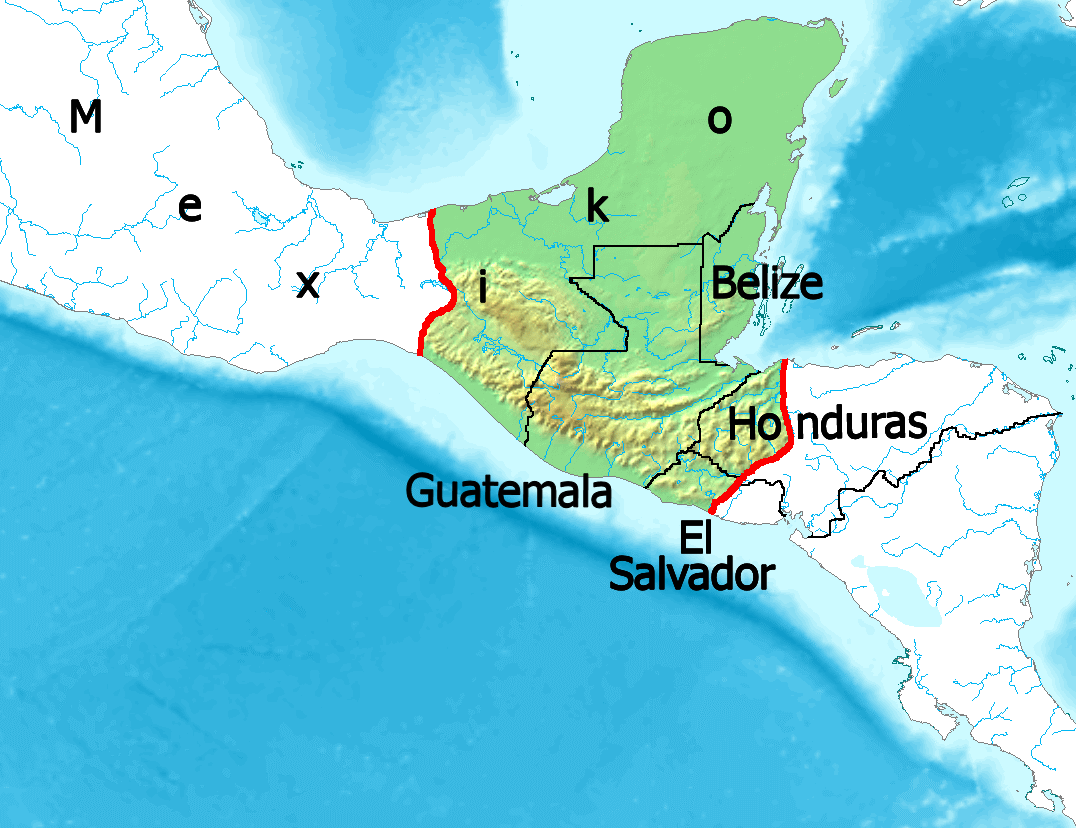
Das ehemalige Kernsiedlungsgebiet der Maya mit heutigen Ländergrenzen.

Die Maya sind eine Gruppe indigener Völker in Mexiko, Guatemala und Belize, die über 6 Millionen Menschen als Sprecher von rund 30 Sprachen der Sprachfamilie der Maya-Sprachen umfasst. Die Maya sind keine geschlossene Ethnie, die Bezeichnung ist auch keine Selbstbezeichnung, sondern entstand als Fremdbezeichner ab der Kolonialzeit. 
Um ca. 1500 v. u. Z. begann ihre Entwicklung zu einer hochstehenden Zivilisation, teils mit großen Städten von mehreren Hunderttausend Einwohnern in einem komplexen Netzwerk von Stadtstaaten, monumentaler Architektur, Schrift und Fernhandel. Das Kerngebiet dieser Maya-Zivilisation erstreckte sich vom Hochland nah der Pazifikküste über die Halbinsel Yucatán, Guatemala und Belize bis in den Norden von Honduras und El Salvador. Zwischen 800 und 1000 n. u. Z. zerfiel diese Kultur weitgehend, vermutlich aufgrund einer Kombination aus Kriegen, Überbevölkerung und lang währenden Dürren.
Erst nach rund 150 Jahren begann eine Erholung, vor allem im Norden Yucatáns. Die spanische Eroberung ab dem frühen 16. Jahrhundert beendete dies und führte nicht nur zur Unterwerfung der indigenen Bevölkerung, sondern mündete auch in eine großflächige kulturelle Zerstörung. Selbst das Ende der Kolonialzeit bedeutete für sie nicht deren Ende, bis ins 21. Jahrhundert erfahren sie Diskriminierung und Verfolgung.

## Begriff
Die Bezeichnung der indigenen Bevölkerung Mittelamerikas als Maya ist weder historisch noch gegenwärtig gefestigt. Weder in Dokumenten der präkolonialen Zivilisation noch in denen der spanischen Eroberer wird der Begriff verwendet, erste gelegentliche Nennungen gehen auf koloniale Schriftstücke in yukatekischer Sprache zurück, wo er in Kombination als maya than (=Maya-Sprache) zur Bezeichnung der yukatekischen Sprache dient. Möglicherweise verweist der Begriff hier auf die zeitgenössische Metropole Mayapán.
Auch zeitgenössisch wird der Begriff von Angehörigen indigener Völker eher wenig gebraucht, meist beziehen sie sich zur Beschreibung ihrer Identität detailliert auf ihre jeweilige Sprache, Region oder Stadt. Am ehesten wird der Begriff im Zuge moderner politischer Bewegungen indigener Völker wie der Aufarbeitung des guatemaltekischen Bürgerkriegs oder Bemühungen um eine Neubelebung von Sprachen und Kulturen aufgenommen.

## Demographie
Das ausgedehnte historische Siedlungsgebiet der Maya umfasste ungefähr 350.000 km² und Teile von Mexiko, Guatemala, Belize, Honduras und El Salvador.
Heute leben rund 6,1 Millionen Sprecher einer Maya-Sprache in Guatemala, Mexiko (auf Yucatán, in Chiapas und in Tabasco) sowie in Belize. Die meisten Sprecher leben in Guatemala mit 2002 3,2 Millionen Menschen (vermutlich eher mehr). In Mexiko lebten 2010 rund 2,5 Millionen Sprecher von Maya-Sprachen und in Belize 30.000. In Honduras und El Salvador leben heutzutage praktisch keine indigenen Maya-Sprecher mehr.
Deutlich höher sind jedoch die Zahlen der Maya, wenn auch Maya ohne Kenntnisse einer mayanischen Sprache mitgezählt werden. So wurden allein in Guatemala beim Zensus 2018 41,7 % der Bevölkerung, also rund 7 Millionen Menschen, als Maya gezählt.

## Sprachen

Wanderungsbewegungen der Ur-Maya und Sprachentwicklungen aus dem Proto-Mayanischen

Maya ist keine Einzelsprache, sondern eine Sprachfamilie, die sich auf eine Urform der Maya-Sprache zurückführen lassen, das Proto-Maya, das etwa 4.000 Jahre zurückgeht. Aus diesem entwickelten sich auch durch Wanderungsbewegungen regionale „Maya-Dialekte“, die teilweise einander sehr ähnlich, teilweise sehr unterschiedlich sein können. Früh fand dabei die Aufspaltung der Sprachfamilie in die zwei Hauptzweige Tiefland-Maya (z. B. Mayathan) und Hochland-Maya (z. B. Quiché, Cakchiquel und Kekchí in Guatemala) statt.

## Genese
Es ist nicht vollkommen klar, wie die Ethnie der Maya entstand, ihr vermutlicher Ursprung liegt in der Sierra de los Cuchumatanes, wo sie eine kleine Sprachgemeinschaft bildeten. Etwa ab 1500 v. Chr. migrierten sie in mehreren Schüben von dort, unter anderem in den Norden der Halbinsel Yucatán und die olmekische Tieflandregion an der Golfküste. Gegen Ende des 2. Jahrtausends waren mayanische, Keramik nutzende Bauern bereits an der belizischen Küste ansässig, vom Westen des ursprünglichen Siedlungsgebietes wiederum zogen zahlreiche Maya entlang des Río Chixoy ins Tiefland, während andere die Ostküste Yucatáns entlang allmählich nach Norden wanderten.

## Geschichte

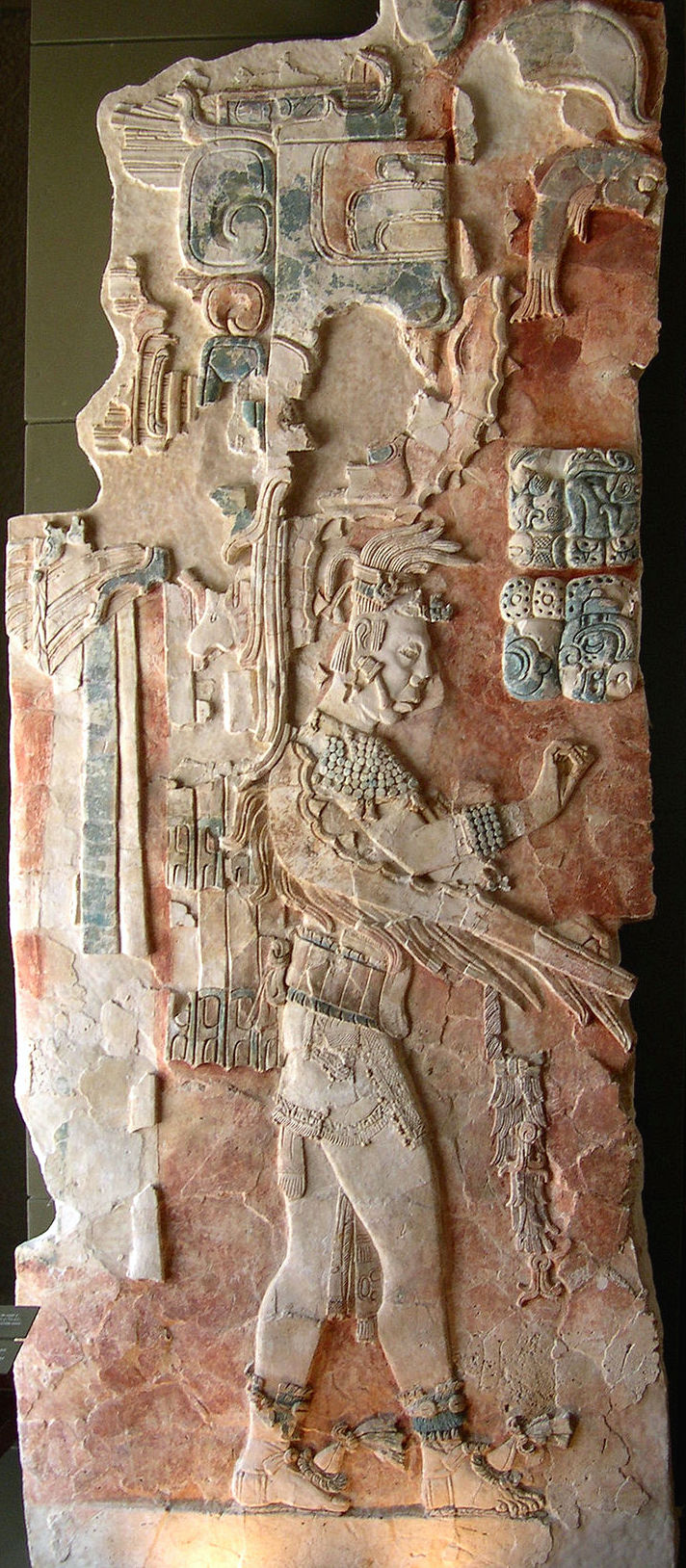
Maya-Stele mit Bildrelief aus Palenque (8. Jh.)

Die historische Zivilisation der Maya schließt an die archaische Periode Mittelamerikas an, die noch gekennzeichnet war von einer Jäger-und-Sammler-Kultur. Die daraus entstehende Maya-Zivilisation wird in der Geschichtswissenschaft in drei Phasen unterteilt, die Präklassik, die Klassik und die Postklassik.

### Die historische Maya-Kultur

#### Präklassik (ca. 2000–250 n Chr.)
In der mittleren Präklassik kam es zur durchgehenden Besiedlung des gesamten Mayagebiets und zur Entwicklung von Handel zwischen den Städten. Auf etwa das 7. Jahrhundert v. Chr. werden die ersten Siedlungsspuren im Gebiet von Tikal in Guatemala datiert. Am Golf von Mexiko wurden Siedlungsbauten und steinerne Tempel erstmals auf etwa 500 v. Chr. bestimmt. Zu den ersten großen Städten der Maya gehörten El Mirador mit der höchsten bekannten Maya-Pyramide (72 m) und Nakbé im heutigen Guatemala, von denen letztere ihre Glanzzeit zwischen 800 und 400 v. u. Z. hatte.
In der späten Vorklassik entstanden durch starkes Bevölkerungswachstum große Mayazentren, und es kam zur Bildung von Herrschereliten. Die Verwendung von Kalkstuck für Straßen auf Dämmen und für „monumentale architektonische Zierelemente“ z. B. an Treppen usw. bildete ein wesentliches Element der architektonischen Entwicklung der späten Präklassik.

#### Klassik (ca. 250–1000 n. Chr.)
Die klassische Maya-Zivilisation umfasste eine Reihe von Stadtstaaten, die jeweils einen eigenen Herrscher und ihm untergebene Verwalter hatten. Mit der Ausbreitung über die ganze Halbinsel Yucatán erreichte die Hochkultur der Maya ihre Blütezeit. Viele Städte hatten mehr als 10.000 Einwohner und waren damit größer als die größten Städte des damaligen Mitteleuropa, zu diesen zählen unter anderem Tikal, Calakmul, Caracol, Naranjo, Palenque und Copán. Die Bevölkerung der Maya-Zivilisation zu ihrer Blütezeit wird auf bis zu 10.000.000 Einwohner geschätzt.
Die mittlerweile weitgehend entzifferte Schrift war bis zur Ankunft der Spanier das einzige bekannte voll entwickelte Schriftmedium in Amerika. Kunsthandwerk (Bearbeitung von Stein, Keramik, Holz, Textilien) und Malerei waren hoch entwickelt, in den Maya-Städten gab es hohe Tempelpyramiden, Maya-Akropolis, Paläste, Observatorien und Ballspielplätze.

##### Der Untergang der Maya-Zentren im zentralen Tiefland
Bereits im 9. Jahrhundert kam es zur Aufgabe einzelner Maya-Zentren im südlichen Tiefland und in der Folgezeit zu einem rapiden Bevölkerungsverlust in der gesamten Zentralregion Yucatáns. Zahlreiche Städte wurden verlassen, die Bewässerungssysteme verfielen. Nach der Mitte des 10. Jahrhunderts wurden im gesamten Tiefland keine monumentalen Steinstelen mehr errichtet. Der Zusammenbruch der Maya-Gesellschaft ist Gegenstand einer breiten und langanhaltenden Forschungsdiskussion, wird aber in der Regel auf das Zusammenwirken mehrerer Faktoren wie einer dichten Folge von Kriegen, Überbevölkerung und lang andauernden Dürren zurückgeführt.

#### Postklassik (ca. 1000–1697)

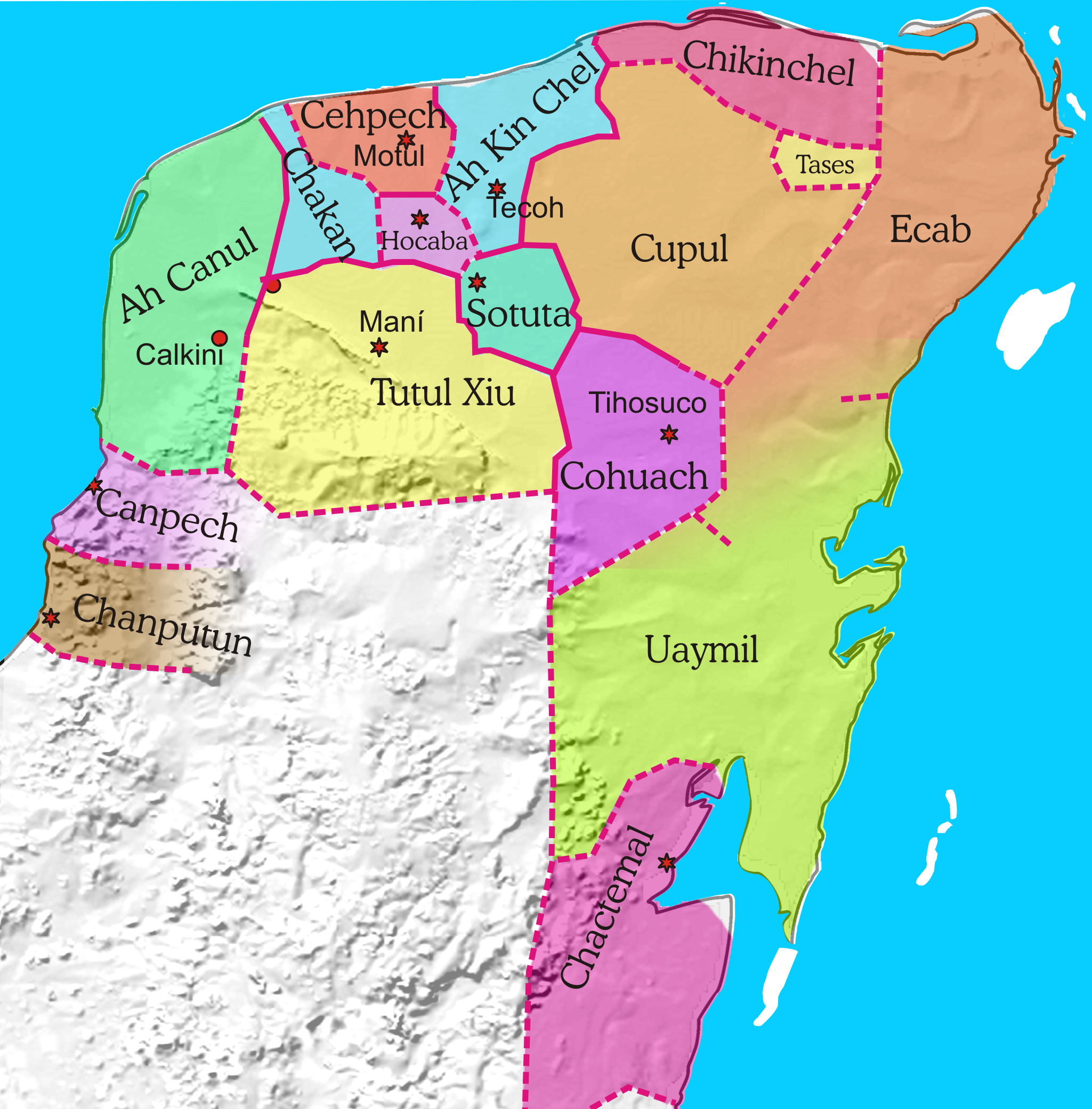
Politische Gliederung Yucatáns um 1500

Nach dem Kollaps der klassischen Mayakultur im Tiefland hatten einige Orte noch weiter Bestand, teils bis zur Eroberung durch die Spanier. Obwohl das die Klassik bestimmende Gottkönigtum endete, war es nach wie vor der Adel, welcher an der Spitze der Gesellschaft die Geschicke der Maya bestimmte, auch Schrift und Kalender waren weiter in Gebrauch.
Es bildeten sich auf Yucatán und im Hochland zwei unabhängige Zentren der Mayakultur heraus. Spätestens ab dem 13. Jahrhundert lassen sich auf Yucatán in der Architektur, Keramik, Kultur und Religion vermehrt toltekische Einflüsse feststellen. Es begann eine Vorherrschaft der Cocom, die weite Teile Yucatáns dominierten. Erst 1441 wurde diese durch einen Aufstand gebrochen, angeführt von den Xiu.
Nach dem Fall Chichén Itzás oder spätestens dem Mayapáns um 1450 bildeten sich ca. 16 unabhängige Fürstentümer auf Yucatán heraus, die bis in die Zeit der Konquista Bestand hatten. Im Hochland begann der Aufstieg der K’iche mit ihrer Hauptstadt Q'umarkaj, die vor allem durch militärische Expansion ihr Einflussgebiet stetig vergrößerten.

### Spanische Konquista und Kolonialzeit (1520–1821)

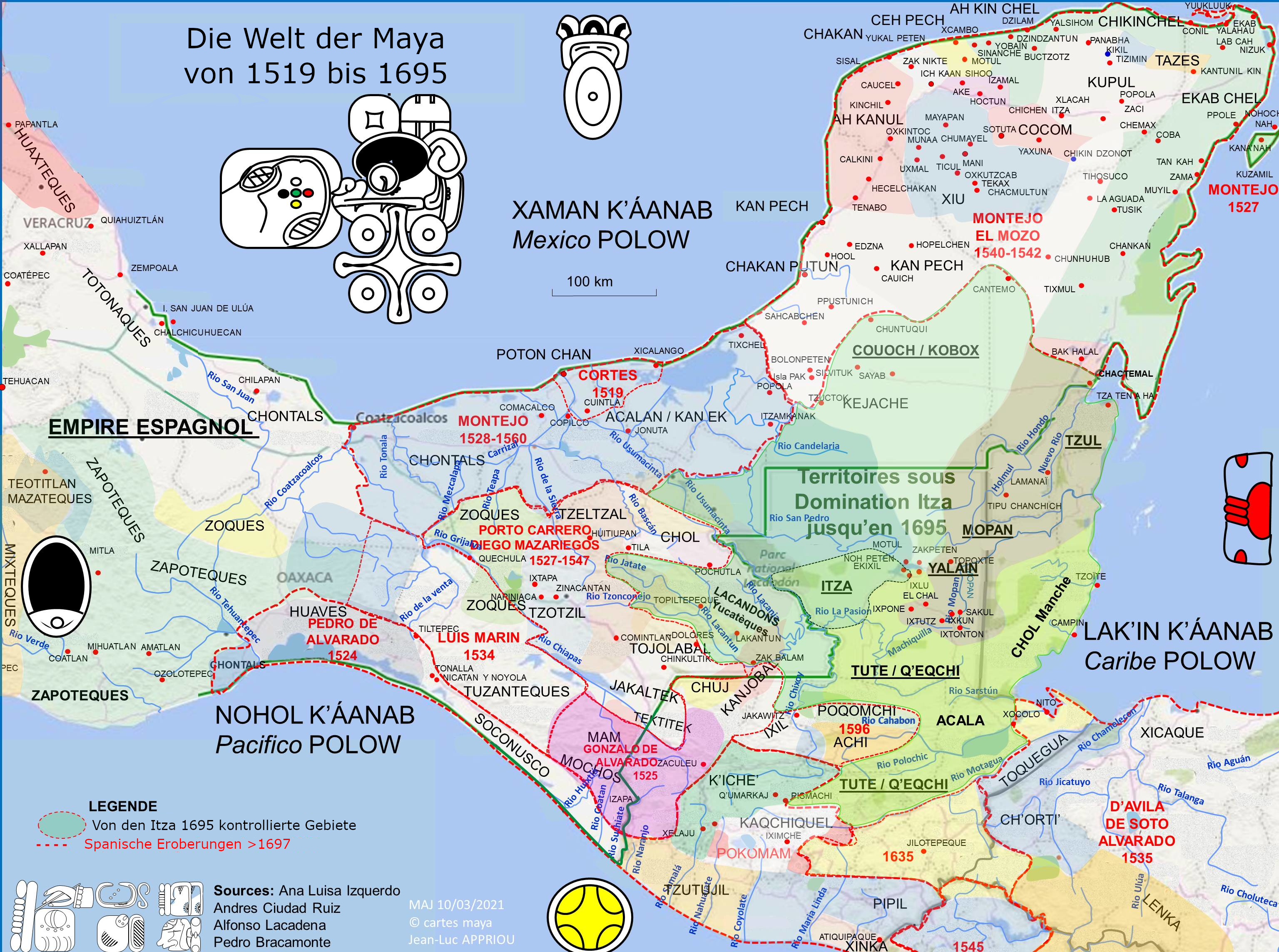
Eroberungen der Spanier 1519 bis 1695, grün umrissen im Tiefland der 1697 untergegangene letzte Mayastaat der Itza.

Zur Zeit der Ankunft der Spanier Ende des 15. Jahrhunderts lagen die meisten Zentren der nachklassischen Maya-Kultur im Norden von Yucatán, während das zentrale Tiefland nur noch dünn besiedelt war. Im südwestlichen Hochland existierten zu diesem Zeitpunkt recht eigenständige Maya-Kulturen, bspw. die Kultur der Quiché (Q'umarkaj), der Cakchiquel (Iximché), der Mam (Zaculeu) oder der Pocomam (Mixco Viejo).

Im Jahr 1511 landeten 13 spanische Schiffbrüchige auf Yucatán, wo zu diesem Zeitpunkt 16 unabhängige Fürstentümer existierten. Als der Konquistador Hernán Cortés 1519 auf Yucatán ankam, lebten nur noch zwei von ihnen. Einer der Überlebenden, Gerónimo de Aguilar, zog mit Cortés weiter nach Mexiko und half ihm als Übersetzer. Der andere Überlebende, Gonzalo Guerrero, wollte weiter mit den Maya leben und kämpfte später mit ihnen gegen die Spanier.

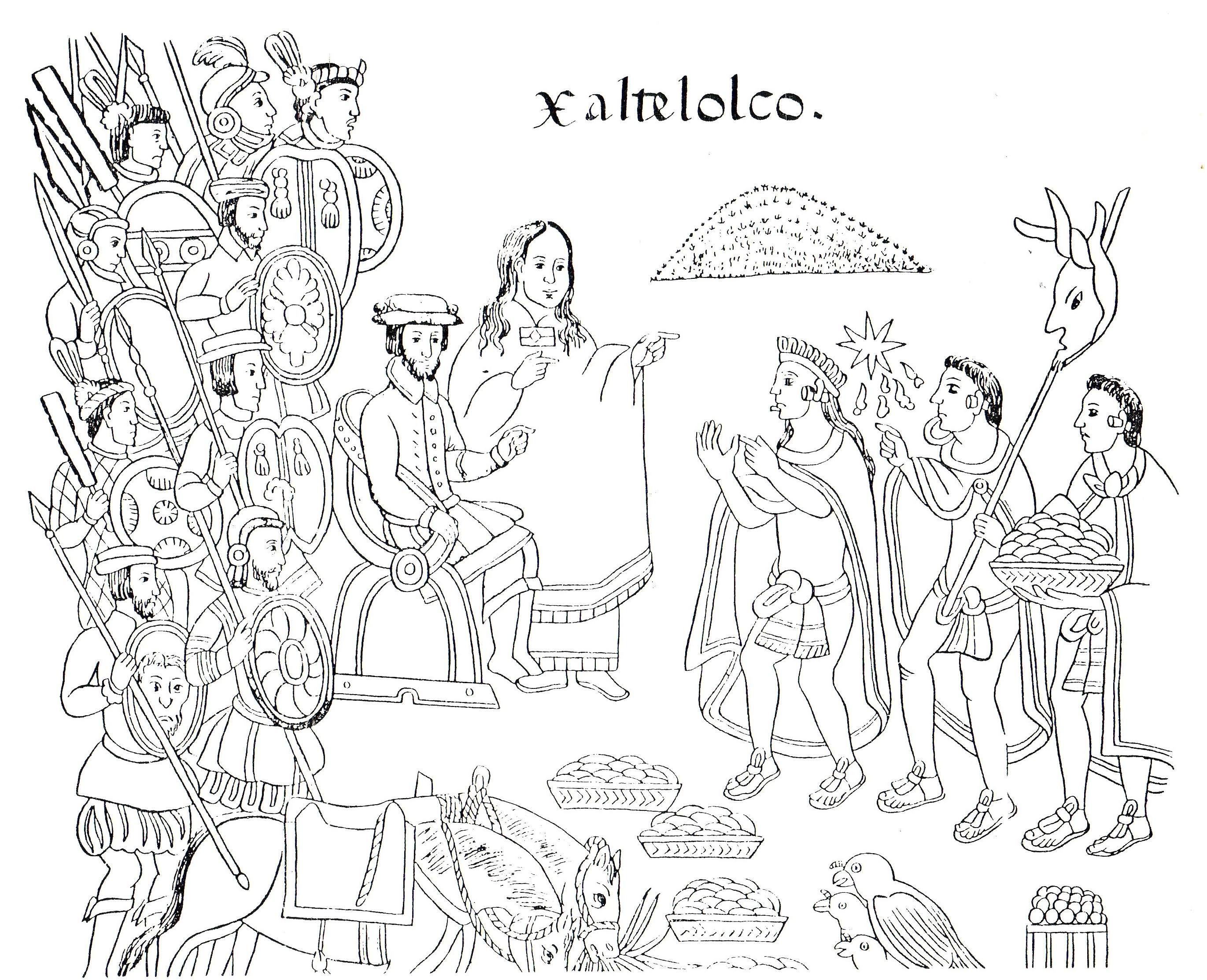
Malinche und Hernán Cortés.
Altmexikanische Bilderhandschrift der Tlaxcalteken aus dem 16. Jahrhundert (Lienzo de Tlaxcala)

Im Jahr 1527 zog ein Veteran von Cortés’ Truppen, Francisco de Montejo, mit 400 Männern nach Yucatán, um es zu unterwerfen. Zuerst bekam er sogar Unterstützung von der indigenen Bevölkerung, doch als diese seine Absichten erkannte, wurde er bekämpft. Auch Krankheiten und Unterernährung machten den Eindringlingen zu schaffen, teilweise plünderten sie in der Folge die Felder der Maya. Schließlich trat Francisco de Montejo das Kommando an einen seiner Untergebenen, Alonso Dávila, ab, der ebenfalls ein Veteran aus Cortés’ Truppe war. Dieser konnte sich jedoch nicht gegen die Maya wehren und rettete sich mit den letzten Überlebenden nach Honduras. Inzwischen versuchte sein Sohn Francisco de Montejo y León, von Westen her Yucatán zu erobern. 1532 gründete er die Stadt Ciudad Real im Zentralyucatán. Die angrenzenden Maya zogen jedoch einen Belagerungsring um die Stadt und die 200 Spanier mussten auf Grund von Nahrungsmangel fliehen. Die Nachricht von Francisco Pizarros Eroberung des Inkareichs und den großen Goldfunden dort ereilte die Expedition, und viele Männer desertierten nach Peru.
Nun gingen die Spanier diplomatischer vor, die Provinz Maní wurde friedlich unter spanische Herrschaft gebracht. Die dort herrschenden Xiu stellten sogar Hilfstruppen zur Verfügung, vermutlich aufgrund eines langwährenden Konflikts mit den Kokom. Der Plan der Spanier war jetzt, drei Städte in Yucatán zu errichten, der ihnen auch im Jahr 1544 durch die Gründung von Mérida, Valladolid und Salamanca de Bacalar gelang. Es wurde entschieden, dass das Land von Mexiko aus verwaltet werden sollte.
Schließlich wurden Versuche unternommen, die Maya zu christianisieren. Unter anderem durch den Mönch Diego de Landa, der mit harter Hand gegen Maya vorging, die sich nicht zum christlichen Glauben bekehren wollten. Am 12. Juli 1562 ließ de Landa vor dem Franziskanerkloster in Maní Schriften und religiösen Symbole der Maya verbrennen. Nur noch einzelne Teile von vier Maya-Codices sind heute erhalten geblieben. In seinem Werk Relación de las cosas de Yucatán schildert de Landa die Geschehnisse von Mani. Später wurde er in Spanien dafür angeklagt, allerdings 1569 in allen Anklagepunkten freigesprochen und 1571 sogar zum Bischof von Yucatán ernannt.
Am Ende der Eroberung waren die Spanier nominell Herrscher über das Mayagebiet. Ganze Landstriche waren aufgrund von Seuchen und Krieg entvölkert. Die ehemals herrschenden Fürstengeschlechter und führenden Familien der Maya blieben nicht selten zumindest bis ins 18. Jahrhundert in führenden Positionen der Verwaltung.

### 19. bis 21. Jahrhundert

Ungefährer Machtbereich der zeitweise unabhängigen Maya um 1870

Ab dem Jahr 1847 rebellierten die Maya in Yucatán im sogenannten Kastenkrieg gegen die Autorität des mexikanischen Staates und bauten um den 1850 errichteten Tempel des Sprechenden Kreuzes ihre Hauptstadt Chan Santa Cruz, die erst 1901 von der mexikanischen Armee erobert werden konnte.
Im 20. Jahrhundert erfuhren die Maya im Zuge von Bürgerkriegen teils drastische Verfolgung. Die ursprünglich in El Salvador lebenden Pocomam und Chortí wurden ab 1932 durch die Matanza, eine Serie von Massakern an indigenen Völkern (insbesondere den Pipil) und ihre Nachwirkungen in ihrer eigenständigen Kultur und Sprache vernichtet. Im guatemaltekischen Bürgerkrieg wurden zwischen 1960 und 1996 rund 200.000 Menschen, meist Maya, planmäßig ermordet und rund 100.000 vertrieben.
In den 1990er Jahren begann eine Erneuerungsbewegung mayanischer Identitäten und ihre Heimatstaaten anerkannten die Maya-Völker zunehmend, in Guatemala erhielten die Rechte der Indigenen 1996 Verfassungsrang, die Menschenrechtsaktivistin Rigoberta Menchú gelangte dort zu internationaler Bekanntheit und erhielt 1992 den Friedensnobelpreis. In Chiapas trat 1994 die sozialistische Organisation der EZLN in Erscheinung, die gelegentlich militant, meist aber mit politischen Mitteln vornehmlich für die Rechte der Indigenen in Chiapas einsetzt, insbesondere der Tzotzil-Maya.
Trotz der positiven Entwicklung seit den 1990er Jahren sind auch im frühen 21. Jahrhundert in Guatemala die Maya noch immer politisch und wirtschaftlich unterrepräsentiert.